# Hadji Ali
Hadji Ali, född cirka 1888–1892, död 5 november 1937 i Wolverhampton, Storbritannien, var en vaudeville-artist, troligen av egyptiskt ursprung, som var känd för sina uppträdanden med kontrollerad uppkastning. Han var mest känd för att kunna spruta vatten, svälja rök och för att kunna sluka nötter och näsdukar som han sen stötte upp i den ordning som publiken valde. Alis mest kända nummer, och höjdpunkten i hans föreställning, var att dricka stora mängder vatten följt av fotogen, och sen agera först som en mänsklig eldkastare och sen en brandsläckare genom att spruta ut vätskorna på teaterrekvisita. Medan han utförde dessa trick bjöds en grupp från publiken upp på scen för att kontrollera att det inte var fråga om bluffmakeri.
Ali blev aldrig vida känd, men han fick en trogen supporterskara inom vaudeville i USA. Han uppträdde för statsöverhuvuden som tsar Nikolaj II. Judy Garland ansåg honom vara sin favoritartist inom vaudeville och amerikanska illusionisten David Blaine betraktar Ali som sin favorittrollkonstnär. Delar av Alis nummer spelades in på kortfilmen Strange as it Seems (1930) och Politiquerias (1931), en spanskspråkig version av Helan och Halvans Chickens Come Home. Alis sällsynta färdigheter ledde till rykten att Rockefeller University hade erbjudit en stor summa pengar för hans mage efter hans död. När han dog i England 1937, erbjöds Johns Hopkins University hans kropp för undersökning, men avböjde erbjudandet.

## Bakgrund
Hadji Ali föddes i en arbetarklassfamilj runt 1888 eller 1892, beroende på källa, troligen i Egypten. Han blev sedermera stor inom en erkänd subgenre av vaudeville som innebar att man svalde vätskor eller föremål och stötte upp dessa på olika sätt. Ali blev medveten som barn om att han hade en ovanlig förmåga att kontrollera sina magfunktioner. Som svar på frågor från publiken vid en föreställning på Mount Saint Marys sjukhus vid Niagarafallen i maj 1926, berättade han att när han simmat i Nilen vid tio års ålder så upptäckte han att han kunde svälja stora mängder vatten och sen spruta ut det, ungefär som en val. Han fortsatte att utveckla och förfina sin förmåga med åldern. En mer dramatisk version återgavs av Alis dotter, Almina Ali, i en intervju i England strax efter hans död. Hon påstod att han upptäckte sina färdigheter vid en specifik incident: medan han badade i Nilen svalde han en stor mängd vatten och en hel fisk. De som var med honom trodde att han skulle dö, men Ali kastade helt enkelt upp vattnet och fisken utan att ta någon skada.
Ali började resa med sin föreställning och träffade snart en italiensk man i Kairo som han skrev kontrakt med för varietéföreställningar. Ali uppträdde på kontrakt i Europa, och ibland inför stora statsledare. Enligt Ali så blev han runt 1914 kallad av tsar Nikolaj II av Ryssland för att uppträda vid Vinterpalatset i Sankt Petersburg. Han sa att tsaren "måste ha tyckt om mitt uppträdande, för han gav mig en särskilt utmärkelse som numera är en av mina högst värderade ägodelar." Efter första världskriget började Ali sköta sina egna affärer och turnerade runt om i världen, och lärde sig med tiden fler trick.

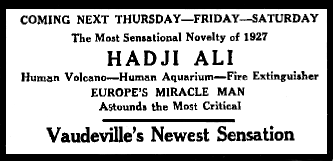
Annons för Hadji Alis uppträdande i The North Adams Evening Transcript (Massachussets, USA) från augusti 1927

Ali kom till USA tillsammans med sin dotter Almina i mitten av 1920-talet.  De uppträdde tillsammans på marknader, karnevaler och inom vaudeville, ibland under det gemensamma namnet "Hadji Ali & Co." Almina agerade assistent till sin far under uppträdanden och presenterades som "Prinsessan". Ali själv hade en rad olika artistnamn, bland annat "Den store egyptiske mirakelmannen" "Den fantastiske uppkastaren", "Den egyptiska enigman", "Det mänskliga akvariet", "Den mänskliga vulkanen" and "Världens nionde vetenskapliga underverk". Ali beskrevs som "en man med stor överkropp och skägg [som var] en imponerande figur i sin arabiska utstyrsel".
Ali talade flera språk och blev naturaliserad medborgare i USA, men det påstods samtidigt att Almina agerade tolk åt honom eftersom han var analfabet och inte talade engelska. Efter att han hade blivit mer känd anlitade Ali Hubert Julian, en före detta överste inom det Abyssinska flygvapnet.
Trots att Ali blev populär bland många, och blev till och med omnämnd som Judy Garlands favoritartist inom vaudeville så ”förblev han en kuriositet snarare än en första rangens uppträdande” enligt Bruce Felton. Vid sin död 1937 tjänade han dock mycket pengar, särskilt i Nordamerika, och kunde ibland dra in upp till 1 000 dollar i veckan.

## Uppträdande

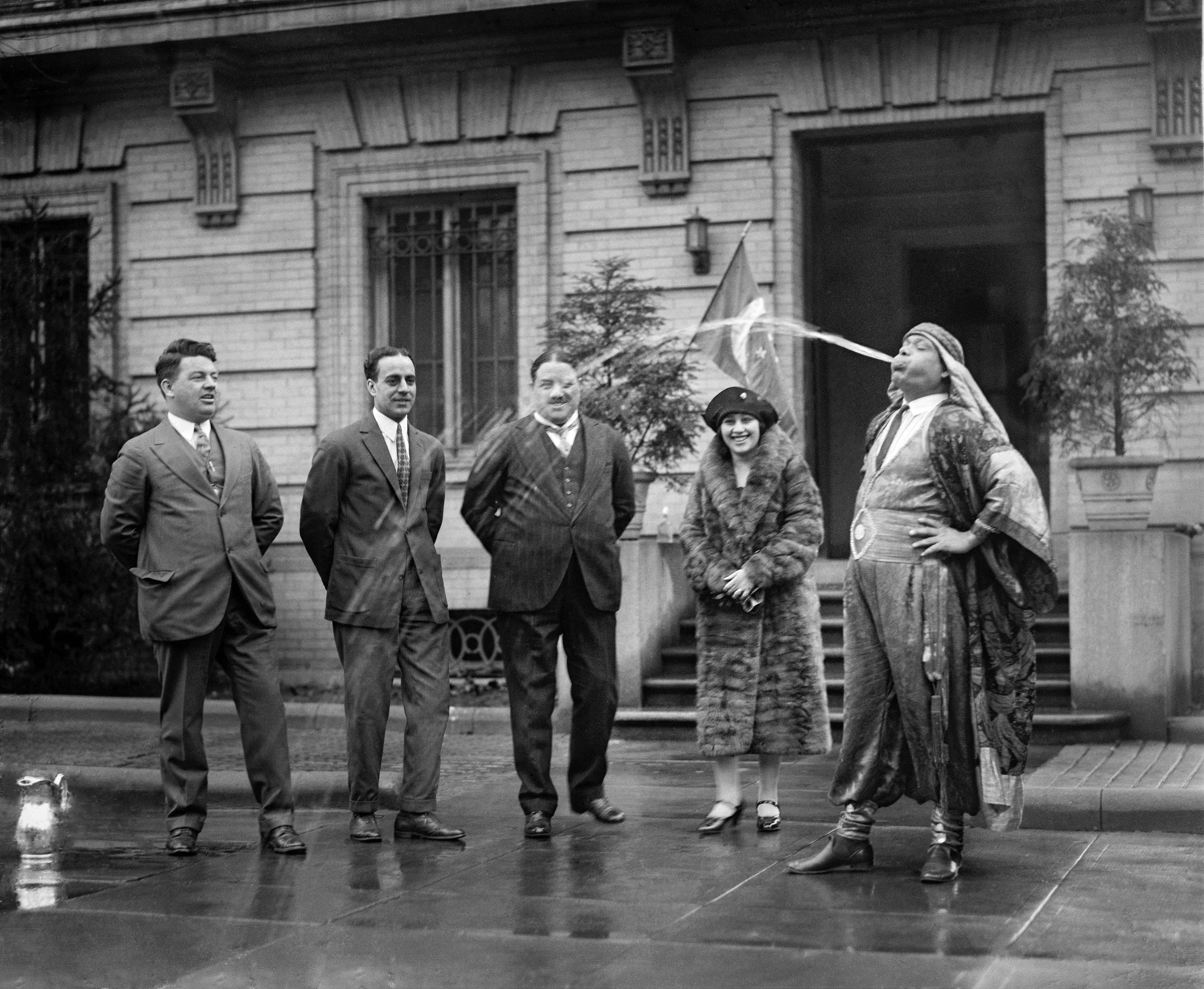
Hadji Ali demonstrerar sina färdigheter 1926.

Den främsta delen av Alis nummer var vattensprutande. Han svalde stora mängder vatten, 60-100 glas vid ett tillfälle, och sprutade ut allt i en obruten stråle, ibland under en hel minut. Ett annat vanligt trick var att han svalde 30 till 50 oskalade hasselnötter (även om hans affischer talade om pekannötter), följt av en annan typ av nöt, till exempel en mandel. Ali stötte sen upp nötterna en och en och kunde få upp den udda nöttypen på kommando från publiken. I ett annat trick svalde Ali sex näsdukar i olika färger och kunde sedan stöta upp dem i den ordning som publiken bad om.
I en artikel i lokaltidningen Lowell Sun spekulerade läkaren Morris Fishbein att Ali genomförde tricket genom att hålla kvar den udda nöten i munnen snarare än att svälja den. Fishbein berättade också att "undersökare" (som han inte nämnde vi namn) var övertygade om att Alis näsdukstrick var möjligt för att de var smaksatta så att han kunde få upp dem i rätt ordning. Ali svalde även levande guldfiskar, klockor, mynt, bijouterier, sedlar, persikokärnor, stenar, levande möss, knappar, biljardbollar och andra ovanliga föremål. I ett annat av sina standardnummer satte han åtta eller fler tända cigaretter i munnen och drog ner röken i magen så att han efter att ha dragit ner tillräckligt med rök kunde låta den pysa ut genom munnen och efterlikna en vulkan.
Som final svalde Ali stora mängder vatten följt av en dryg halvliter fotogen. Teaterrekvisita togs sen in på scen, ofta en modell av ett slott eller hus i metall, och sattes på ett bord med en liten brinnande låga. Eftersom fotogen är lättare än vatten, flöt det överst i Alis mage, och gjorde att han kunde stöta upp det först. När scenen var klar följde en trumvirvel och ljudet av brandklockor, och Ali blev en "mänsklig eldkastare" genom att spruta ut fotogenet i en lång, stadig stråle över rekvisitan och sätta den i brand. När fotogenet tog slut följde därefter vattnet i en strid ström som kunde skjutas från en och en halv meter bort, och släckte elden.
Vid vissa föreställningar utsågs en panel eller "jury" från publiken som fick kontrollera att det inte var fråga om några trolleritrick och att han faktiskt svalde ner föremål och vätskor och stötte upp dem igen. Ibland gick Ali ner till publiken under sitt nötsväljarnummer. Med magen blottad av sin arabiskinfluerade dräkt lät han publiken klappa hans mage så att de kunde höra nötterna rassla inuti. En artikel rapporterade att Alis konster, som i praktiken var en form av kontrollerad kräkning, framfördes "utan minsta obehag eller något som ens gränsade till det motbjudande" "a manner without the least bit of unpleasantness or anything bordering on repulsiveness." Denna åsikt delades däremot inte av alla: minst ett av Alis nummer avbröts när ägaren insåg att numret "höll på att ta död på deras middagsföreställningar". Den berömde utbrytarkungen och illustionisten Harry Houdini påpekade i sin bok Miracle Mongers and Their Methods från 1920 att vattensprutande var "ett nummer som inte kunde ungå att äckla en modern publik".
Alis färdigheter fascinerade allmänheten och medicinsk expertis. På en av Alis föreställningar 1928 närvarade flera läkare som noga undersökte honom under uppträdandet. De fastslog att han faktiskt svalde föremål och vätskor på riktigt, men att de förblev "konfunderade över hans märkvärdiga framförande".

## Medverkan i film
Alis nummer var med i två filmer: kortfilmen Strange as It Seems från 1930 och Politquerias från 1931, en utökad spanskspråkig version av Helan och Halvans Chickens Come Home. Ali hade också en mindre roll som en "turkisk hyresvärd" i Scarlet Dawn 1932. Två dokumentärer innehåller scener med Ali från Politiquerias: Gizmo! från 1977  och Vaudeville från 1999, den senare en dokumentar producerad av KCTS-TV som innehåller 90 olika vaudevillenummer över två timmars speltid.
Manusförfattaren och producenten till Vaudeville kommenterade hur demokratisk vaudeville kunde vara eftersom man "omfattade allt från Caruso till en kille som spydde". Den nutida illustionisten David Blaine har kommenterat Ali i Politiquerias och beskrivit honom som "[min] favorittrollkarl ... allt är på riktigt, men ingen har lyckats göra om det."

## Död
Ali dog 5 november 1937 i Wolverhampton i England av hjärtproblem när han led av bronkit. Redan före hans död hade det gått rykten om att Rockefeller University ville köpa Alis mage efter hans död och att de var beredda att betala upp till 50 000 dollar för den. Ryktet utnyttjades av Ali som lät påståendet pryda en av hans affischer medan han ännu levde. Efter Alis död återkom ryktet, men då med den lägre summan 10 000 dollar. När Rockefeller Universities chef intervjuades om påståendet sa han att det aldrig utgått ett sånt erbjudande, men att de var intresserade av att se kroppen. Almina och Julian skeppade Alis kropp tillbaka till USA på Queen Mary. När de anlände erbjöd Almina sin fars kropp till Johns Hopkins University i Maryland så att den kunde undersökas av kirurger och därefter skulle den skeppas till Egypten och läggas i mausoleum. Senare uppgavs att Johns Hopkins hade avböjt erbjudandet.